# サテライトDNA
サテライトDNA (Satellite DNA) は、巨大なタンデムリピートの繰り返しから構成される、ノンコーディングDNAである。
セントロメアの機能の重要な役割を担っており、構造的にはヘテロクロマチンの主要な構成要素である。
「サテライトDNA」という名称は、密度勾配遠心を行った際にゲノムDNAのバンドとは別に小さなバンドを生じることにちなむ。これはサテライトDNAが短い塩基配列の繰り返しであるため、アデニン、シトシン、グアニン、チミンの各塩基の構成比がゲノム配列のそれと異なっており、これが密度の違いを生じて2本目、またはその他の小さなバンド（サテライト）を生じることによる。

## サテライトDNAの種類
サテライトDNAは、ミニサテライトやマイクロサテライトと共に反復配列（タンデムリピート）と呼ばれる。
ヒトゲノム中には以下のようなサテライトDNAが存在する。
| 種類            | 繰り返し単位配列長 (bp) | 染色体中の場所                                     |
| --------------- | ----------------------- | -------------------------------------------------- |
| α (alphoid DNA) | 170                     | 全染色体                                           |
| β               | 68                      | セントロメア 1, 9, 13, 14, 15, 21, 22 and Y        |
| サテライト1     | 25-48                   | ほとんどの染色体のセントロメアとヘテロクロマチン内 |
| サテライト2     | 5                       | ほとんどの染色体                                   |
| サテライト3     | 5                       | ほとんどの染色体                                   |